# Parque nacional Cumbres de Majalca
Este hermoso parque nacional pertenece al estado mexicano de Chihuahua. Denominado como Parque Nacional Cumbres de Majalca, está localizado al norte de la ciudad de Chihuahua.
El lugar cuenta con unas enormes formaciones rocosas las cuales fueron erosionadas por el agua de lluvia y el viento, que les moldearon dichas formas.
Este parque nacional fue creado mediante un decreto presidencial emitido el primero de septiembre de 1939, dicho parque tiene una superficie total de 4,772 hectáreas.

#### Ubicación
Para llegar al lugar desde la Ciudad de Chihuahua; de la cual se encuentra a aproximadamente 48 kilómetros hacia el Norte, tomar la carretera federal México 45 Chihuahua - Ciudad Juárez (Carretera Panamericana). Aproximadamente a la altura del kilómetro 31 tomar la desviación que va rumbo al parque. Este último trayecto dura aproximadamente 30 kilómetros.

### Orografía
Las elevaciones y pequeños valles que conforman el lugar se encuentran dentro de la zona montañosa que se conoce como la Sierra de Majalca, la cual alcanza alturas de hasta 2800 m s. n. m. esta serranía forma a su vez parte de la gran Sierra Madre Occidental. 
Las montañas no alcanzan una gran altura y las de mayor importancia son: Los cerros Las Escobas, La Puerta, Los Almíceres y Cerro del Agua. Otras elevaciones que se encuentran y son comunes en la zona son las grandes rocas de origen volcánico que han sido erosionadas por diversos factores climáticos como la lluvia y el viento, las cuales han adquirido extrañas formaciones.

### Hidrografía
En la Sierra de Majalca nace el río Sacramento (Chihuahua), que siguiendo su cauce antes de llegar a la ciudad de Chihuahua, Chihuahua se una al río Chuvíscar.

### Clima
En general el clima de la zona es templado de tipo semiseco con lluvias que se presentan de forma abundante a finales del verano. En las partes más altas el clima llega a ser semihúmedo, las temperaturas en verano pueden superar los 35C, sin embargo por lo general es de cálido a fresco, por el contrario en invierno las heladas suelen llegar por debajo de los -10C se presentan en promedio 112 días de heladas al año. En los meses de invierno y a finales de éste se suelen presentar nevadas las cuales son frecuentes.
| Parámetros climáticos promedio de Majalca | Parámetros climáticos promedio de Majalca | Parámetros climáticos promedio de Majalca | Parámetros climáticos promedio de Majalca | Parámetros climáticos promedio de Majalca | Parámetros climáticos promedio de Majalca | Parámetros climáticos promedio de Majalca | Parámetros climáticos promedio de Majalca | Parámetros climáticos promedio de Majalca | Parámetros climáticos promedio de Majalca | Parámetros climáticos promedio de Majalca | Parámetros climáticos promedio de Majalca | Parámetros climáticos promedio de Majalca | Parámetros climáticos promedio de Majalca |
| Mes                                       | Ene.                                      | Feb.                                      | Mar.                                      | Abr.                                      | May.                                      | Jun.                                      | Jul.                                      | Ago.                                      | Sep.                                      | Oct.                                      | Nov.                                      | Dic.                                      | Anual                                     |
| ----------------------------------------- | ----------------------------------------- | ----------------------------------------- | ----------------------------------------- | ----------------------------------------- | ----------------------------------------- | ----------------------------------------- | ----------------------------------------- | ----------------------------------------- | ----------------------------------------- | ----------------------------------------- | ----------------------------------------- | ----------------------------------------- | ----------------------------------------- |
| Temp. máx. media (°C)                     | 10                                        | 12                                        | 16                                        | 21                                        | 26                                        | 28                                        | 27                                        | 26                                        | 25                                        | 19                                        | 14                                        | 10                                        | 19.5                                      |
| Temp. mín. media (°C)                     | -8                                        | -6                                        | -5                                        | -2                                        | 1                                         | 8                                         | 12                                        | 11                                        | 10                                        | 4                                         | -2                                        | -7                                        | 1.4                                       |
| Precipitación total (mm)                  | 24                                        | 12                                        | 6                                         | 8                                         | 24                                        | 44                                        | 110                                       | 130                                       | 115                                       | 45                                        | 12                                        | 20                                        | 550                                       |
| Fuente: 13 de febrero de 2008             |                                           |                                           |                                           |                                           |                                           |                                           |                                           |                                           |                                           |                                           |                                           |                                           |                                           |

## Flora y fauna
De acuerdo al Sistema Nacional de Información sobre Biodiversidad de la Comisión Nacional para el Conocimiento y Uso de la Biodiversidad (CONABIO) en el Parque Nacional Cumbres de Majalca habitan más de 550 especies de plantas y animales de las cuales 8 se encuentran dentro de alguna categoría de riesgo de la Norma Oficial Mexicana NOM-059 y 24 son exóticas.

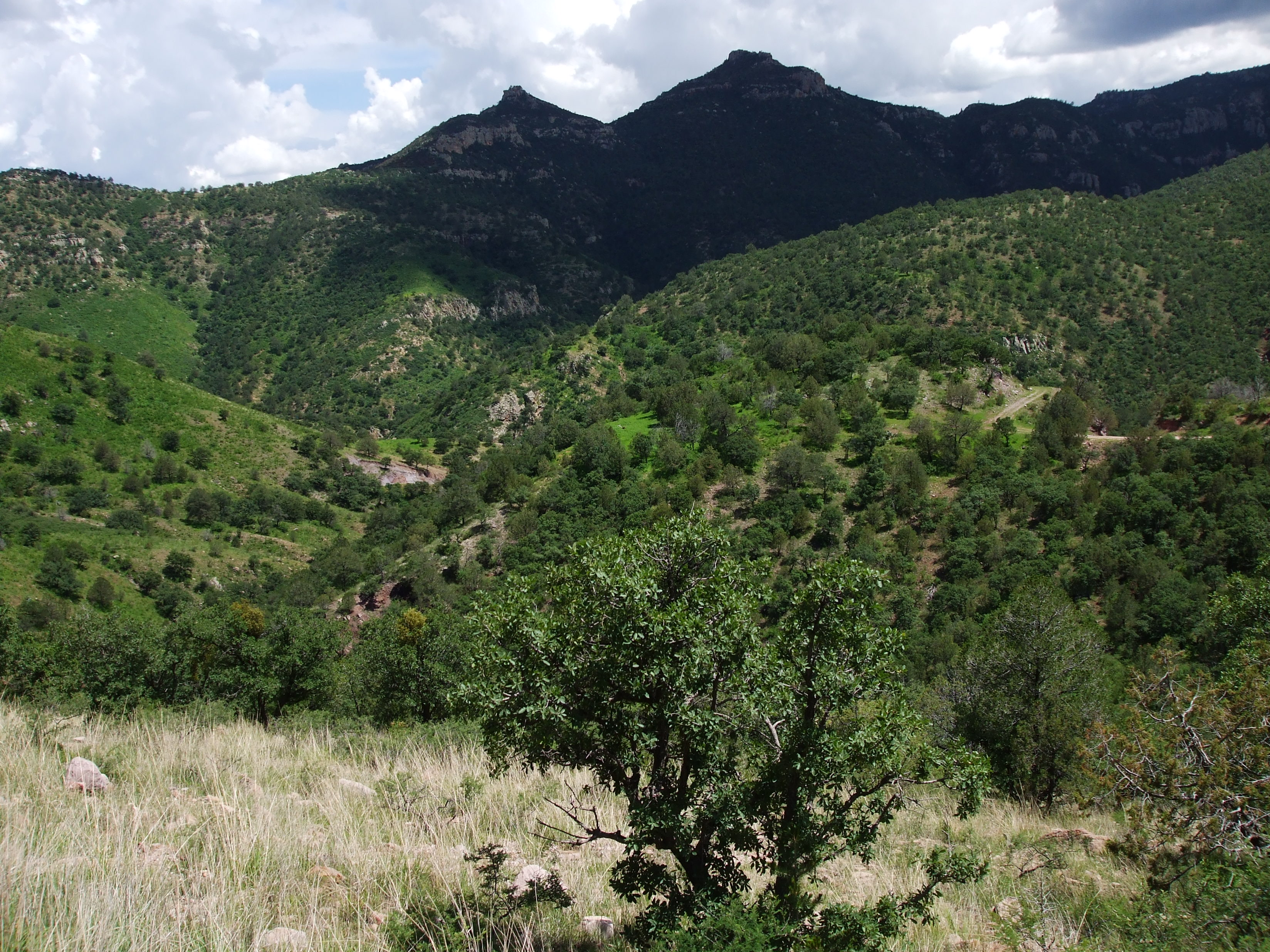
Vista de una de las zonas cercanas al parque.

Se encuentra flora caracterizada por bosques de coníferas propios de la zona de transición, así como pastizales y matorral de tipo xerófilo en las partes bajas.
Es uno de los pocos lugares en el norte del país en los que se puede observar la presencia del oso negro, así como refugio de otras especies que incluyen a algunas endémicas que se encuentran en peligro de extinción.

### Flora
Después de su creación como parque nacional, a mediados de la segunda mitad del siglo XX se han reforestado algunas zonas con algunas especies de pino. Los principales bosques de coníferas que se ubican en las zonas elevadas dentro del parque contienen especies que corresponden al: pino de Chihuahua, piñonero mexicano, y Pinus engelmannii por mencionar algunas especies. Se pueden observar también algunas especies de abeto.
En los parques bajos se encuentran la zona de pastizales caracterizados por la presencia del junípero y la zona de matorral de tipo xerófilo.

### Fauna
En si se pueden observar al venado cola blanca, el oso negro, el conejo, el puerco espín y el gato montés. Así también a la víbora casera, la rana arborícola y algunas especies de camaleón.
Entre las aves destacan: el halcón peregrino, el pájaro carpintero, el águila real y la especie silvestre del guajolote.

## Actividades recreativas
Este parque es muy visitado sobre todo los fines de semana por los habitantes de la capital del estado y los poblados cercanos.
En este lugar se pueden practicar el senderismo, excursionismo y la observación del paisaje. Cuenta con zonas para acampar y también en los ejidos ubicados en el lugar se pueden encontrar servicios básicos.

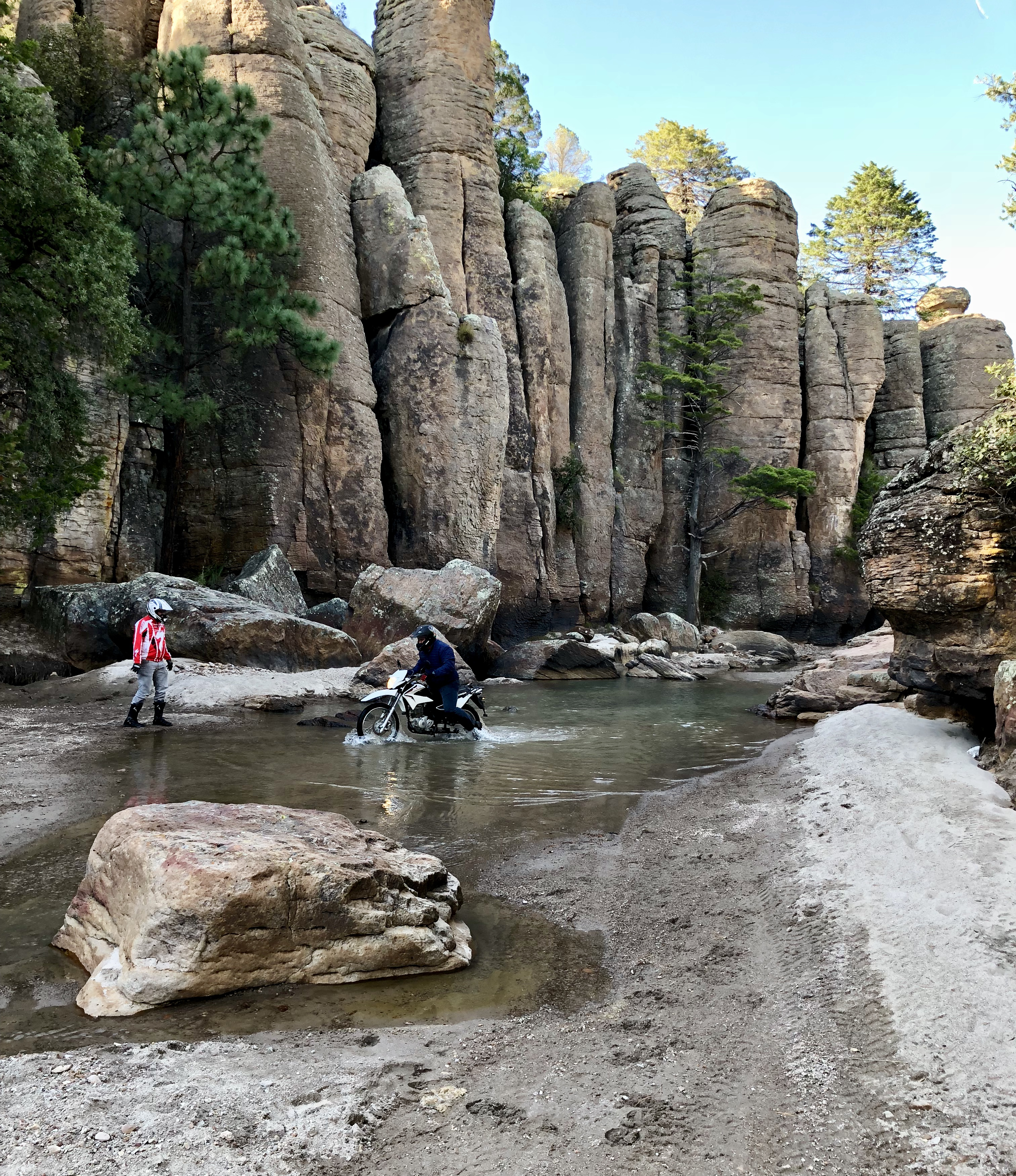
Actividades recreativas en Cumbres de Majalca

## Tips
Para llegar a Majalca debes tomar la carretera que enlaza Chihuahua con Ciudad Juárez hasta el kilómetro 33, en donde hay una desviación a la izquierda.
El camino hasta Majalca cubre otros 33 kilómetros que se reparten entre un camino serpenteante que sigue el cauce de un río seco y un cañón, los cuales anticipan el fantástico paisaje que el parque ofrece. El acceso puede hacerse por automóvil.
El Cañón de Las Hadas es apropiado para acampar, ya que cuenta con servicios sanitarios y mesas de piedra para los que deseen pasar la noche en el lugar.
Existen también, algunos manantiales a lo largo del camino, como El Ojito, el cual se encuentra en la vereda que inicia el ascenso a la cumbre de la sierra, cerca de un lugar para descansar durante el recorrido.